# Moulin de Witternesse

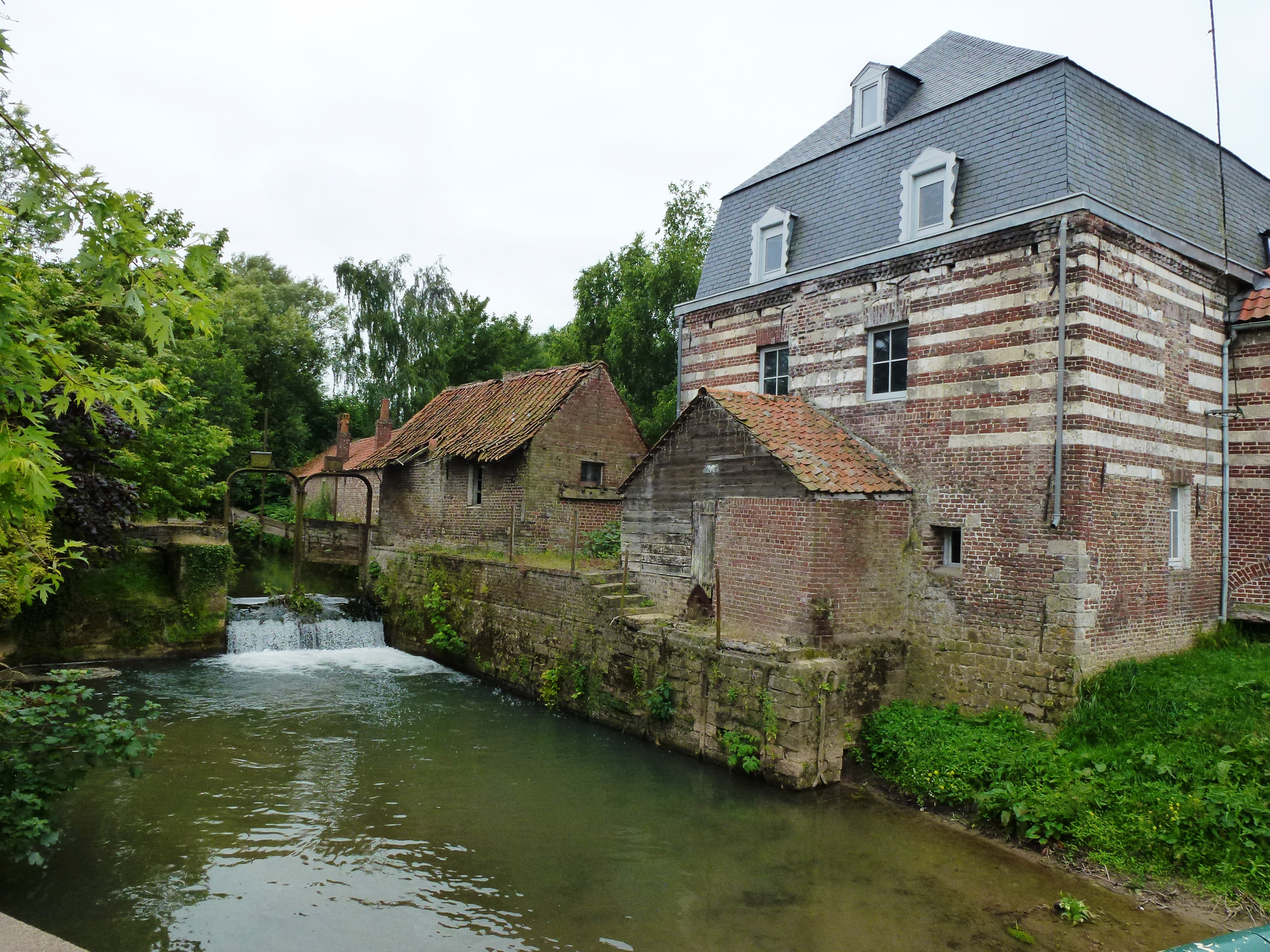
Moulin de Witternesse

De Moulin de Witternesse is een watermolen in de tot het departement Pas-de-Calais behorende plaats Witternesse, gelegen aan Rue du Bois 4.
De molen is gelegen op de Laquette en fungeerde aanvankelijk als oliemolen en later als korenmolen.
Het oudste deel dateert van midden 17e eeuw en het hoofdgebouw kwam gereed in 1828. Ook het mechanisme dateert van begin 19e eeuw. Oorspronkelijk bezat de molen een waterrad dat vier paar molenstenen aandreef.
Het hoofdgebouw kenmerkt zich door de toepassing van speklagen: afwisselend baksteen en natuursteen.